# Hypostomus luetkeni
Hypostomus luetkeni es una especie de pez de agua dulce del género Hypostomus de la familia Loricariidae, en el orden de los Siluriformes. Se distribuye en el centro-sur de Sudamérica.

## Taxonomía
Esta especie fue descrita originalmente en el año 1877 por el zoólogo austríaco, especializado en Ictiología, Franz Steindachner, bajo el término científico de Plecostomus luetkeni. La localidad tipo es Río de Janeiro, Brasil. Se la incluye en la subfamilia Hypostominae.
Etimología
Etimológicamente Hypostomus se construye con dos palabras del idioma griego, en donde: hipo significa 'bajo' y estoma que es 'boca'. El término específico luetkeni rinde honor al apellido del naturalista danés Christian Frederik Lütken. 

## Distribución y hábitat
Esta especie se distribuye en cursos fluviales de los estados del este del Brasil, siendo también citada para la cuenca del Plata en el Paraguay, el nordeste de la Argentina y el Uruguay.